# 21795 Мазі
21795 Мазі (21795 Masi) — астероїд головного поясу, відкритий 29 вересня 1999 року.
Тіссеранів параметр щодо Юпітера — 3,512.